# Intermarket Bank Viena
Intermarket Bank Viena este o companie de factoring din Austria.
Este lider de piață în Europa Centrală și de Est, având o cotă de piața de 31% și subsidiare în Polonia, Cehia, Slovacia, Ungaria și România.
În anul 2006, Intermarket Bank Viena a înregistrat o cifră de afaceri totală de 5 miliarde euro.
În România, a fondat compania Compania de Factoring, împreună cu Banca Transilvania, ambele deținând câte 50% din acțiuni.